# 徳山靖彦
徳山 靖彦（とくやま やすひこ、1972年10月26日 - ）は、日本の男性声優、ナレーター。大阪府出身。青二プロダクション所属。

## 人物
- 青二塾大阪校第14期卒業[1]。
- 声優として活躍しており、アニメ、洋画、ゲーム等に出演、多数の番組でナレーションも担当している[3]。
- 趣味・特技はコサックダンス[3]。

## 出演
太字はメインキャラクター。

### テレビアニメ
1998年
- 守護月天!（おかず、観覧車、体育教師、男性、村人、陽天心おかず）
- ヨシモトムチッ子物語（キョジンカブトムシ）

1999年
- 忍たま乱太郎（有馬次郎、海賊B）
- 魔術士オーフェン Revenge（雪男A）
- ONE PIECE（1999年 - 2013年、ヨサク、茶ひげ〈初代〉、ドランの父 他）

2000年
- 勝負師伝説　哲也（玄人A）
- ゲートキーパーズ（作業員C、乗客A、ヒッピーC）
- ピポパポパトルくん（2000年 - 2001年、船、ダイノ、コマンドポリス、はちろう、ブル 他）

2001年
- 犬夜叉（2001年 - 2002年、山椒魚、村人）
- スターオーシャンEX（クルーB）
- テイルズ オブ エターニア THE ANIMATION（市民B）
- はじめの一歩（観客、千堂のセコンド）
- まみむめ★もがちょ（ナレーション）

2002年
- 王ドロボウJING

2003年
- R.O.D -THE TV-（実験チーフ）
- エアマスター（司会者）
- カレイドスター 新たなる翼（ヘロン）
- キノの旅 -the Beautiful World-（ガヤ）
- ソニックX（校長先生、シークレットサービス、巡査）
- 釣りバカ日誌（重役）
- FIRESTORM（情報部員）
- LAST EXILE（ディック・グリンダル、デュシス兵A、デュシス兵）

2004年
- 陰陽大戦記（地流闘神士B）
- クロノクルセイド（乗務員）
- サムライガン（鹿蔵）
- DearS（おじさん）
- 美鳥の日々（客D、客G）

2005年
- あかほり外道アワーらぶげ（男漫才師2）
- AIR（僧兵）
- MONSTER（野次馬）

2007年
- ゲゲゲの鬼太郎（第5作）（2007年 - 2008年、カメラマン、野ねずみ）
- ラブ★コン（中尾平吉）
- レ・ミゼラブル 少女コゼット（農夫、老人）

2008年
- 墓場鬼太郎（ラジオアナ）
- ポルフィの長い旅（イアニス）

2009年
- ケロロ軍曹（2009年 - 2010年、アナウンサー、艦内放送）
- ちびまる子ちゃん（2009年 - 2024年、山ちゃん〈山口利光〉〈2代目〉、アナウンサー、二枚目俳優）

2011年
- ダンボール戦機（2011年 - 2012年、細井将志、オペレーター、技師） - 2シリーズ

2012年
- おしりかじり虫（チチ）
- 聖闘士星矢Ω（ルドルフ、老人）
- HUNTER×HUNTER（第2作）（店主）
- ONE PIECE エピソードオブナミ 〜航海士の涙と仲間の絆〜（ヨサク）
- ONE PIECE エピソードオブルフィ 〜ハンドアイランドの冒険〜（海兵）

2014年
- 暴れん坊力士!!松太郎（男）
- ドラゴンボール改（担任）
- ワールドトリガー（2014年 - 2021年、森林先生、堤大地、記者） - 2シリーズ

2015年
- 英国一家、日本を食べる（2015年 - 2016年、ナビ）

2017年
- ONE PIECE エピソードオブ東の海 〜ルフィと4人の仲間の大冒険!!〜（ヨサク）

### 劇場アニメ
- ONE PIECE（2000年、海賊）
- 機動戦士ガンダムII 哀・戦士編 特別版（2000年、少年たち）
- ケロ0 出発だよ! 全員集合!!（2009年、実況）

### OVA
- 機動戦士ガンダム MS IGLOO 黙示録0079（2006年、兵士）

### Webアニメ
- ブラック・ジャック（2001年、配達員）
- NEXT A-Class（2012年）

### ゲーム
1999年
- グローランサー（ダグラス卿）
- ゲッターロボ大決戦!（ヒム・シャトナー、竜二、ラセツ兵）
- ベルセルク 千年帝国の鷹篇 喪失花の章（ギューヴ）

2000年
- 決戦（加藤清正、明石全登）
- 真・三國無双（夏侯淵、孫堅）
- FAVORITE DEAR 純白の預言者（クライヴ・セイングレント）

2001年
- 決戦II（陸遜、徐晃）
- 真・三國無双2（夏侯淵、孫堅）
- From TV animation ONE PIECE とびだせ海賊団!（ヨサク）
- METAL GEAR SOLID 2 SONS OF LIBERTY

2002年
- ウィークネスヒーロー トラウマン DC（ジャンシャン）
- 三國志戦記（甘寧、黄忠）
- 真・三國無双2 猛将伝（夏侯淵、孫堅）

2003年
- 三國志戦記2（張郃、関興）
- ジェネレーションオブカオスIII 〜時の封印〜（デューロス・エヴァ）
- 真・三國無双3（夏侯淵、孫堅）
- 真・三國無双3 猛将伝（夏侯淵、孫堅）
- ゆめりあ（当主）

2004年
- エースコンバット5 ジ・アンサング・ウォー
- シャイニング・ティアーズ（ダイン、ドレスデン）
- 真・三國無双3 Empires（夏侯淵、孫堅）
- DearS（市川武夫）
- DEAD OR ALIVE ULTIMATE（下忍）
- NINJA GAIDEN（Bouncer）
- METAL GEAR SOLID 3: SNAKE EATER（敵兵）

2005年
- Another Century's Episode
- 真・三國無双4（夏侯淵、孫堅）
- 真・三國無双4 猛将伝（夏侯淵、孫堅）
- 信長の野望・革新（威厳男性）（注：「徳山康彦」名義）
- METAL GEAR SOLID 3 SUBSISTENCE（兵士）
- ONE PIECE グラバト! RUSH（ヨサク、コブラ、ヒグマ、ネズミ）

2006年
- 悪魔城ドラキュラ ギャラリー オブ ラビリンス（ヴィンセント・ドリン、死神）
- 雀・三國無双（夏侯淵、孫堅）
- 真・三國無双4 Empires（夏侯淵、孫堅）
- ジョジョの奇妙な冒険 ファントムブラッド
- メガミの笑壺（花吹雪壱快天、薔薇咲銀二、舶来忍者、談話喫茶マスター）
- ルーンファクトリー -新牧場物語-（ノイマン、レオ、皇帝エゼルバード）

2007年
- バロック（カンオケ男、コリエルIX）
- 三国志大戦3（軍師周瑜、軍師盧植、軍師魯粛、大戦３虎髭の覇気SR張飛、LE蒼天航路劉備、LE蒼天航路趙雲、SR海原雄山、SR山岡士郎、R司馬師、R黄権、R神速戦法趙雲、R周瑜、R高定、漢R曹操、Ex018周瑜、Ex017徐晃、Ex032諸葛亮、UC文欽、その他）
- 真・三國無双5（夏侯淵、孫堅）
- 聖闘士星矢 冥王ハーデス十二宮編（雑兵）
- NINJA GAIDEN Σ（バイク兵）
- 無双OROCHI（夏侯淵、孫堅）

2008年
- ZWEI II（ダイガルド）
- ヴァンテージマスターポータブル（ジャッド）
- バロック for Wii（カンオケ男）
- 無双OROCHI 魔王再臨（夏侯淵、孫堅）

2009年
- 真・三國無双5 Empires（夏侯淵、孫堅）
- 無双OROCHI Z（夏侯淵、孫堅）

2010年
- イース -フェルガナの誓い-（エドガー）
- 真・三國無双 MULTI RAID 2（夏侯淵、孫堅）

2011年
- 真・三國無双6（夏侯淵、孫堅）
- 真・三國無双6 Special（夏侯淵、孫堅）
- 真・三國無双6 猛将伝（夏侯淵、孫堅）
- 真・三國無双 NEXT（夏侯淵、孫堅）
- TROY無双（ポセイドン、その他）
- 無双OROCHI 2（夏侯淵、孫堅）

2012年
- 英雄伝説 零の軌跡 Evolution（ヨルグ・ローゼンベルク）
- 機動戦士ガンダム オンライン（スチュアート）
- 真・三國無双6 Empires（夏侯淵、孫堅）
- 真・三國無双 VS（夏侯淵、孫堅）
- 新・光神話 パルテナの鏡（アロン）
- テイルズ オブ イノセンス R
- ルーンファクトリー4（エゼルバード、兵士）
- ワンピース ROMANCE DAWN 冒険の夜明け（ヨサク）

2013年
- 真・三國無双7（夏侯淵、孫堅）
- 真・三國無双7 猛将伝（夏侯淵、孫堅）
- 聖闘士星矢 ブレイブ・ソルジャーズ（冥闘士）

2014年
- 真・三國無双7 Empires（夏侯淵、孫堅）
- 龍が如く 維新!

2015年
- 聖闘士星矢 ソルジャーズ・ソウル（冥闘士）

2016年
- SDガンダム GGENERATION GENESIS（スチュアート）

2018年
- 真・三國無双8（夏侯淵、孫堅）
- 無双OROCHI 3（夏侯淵、孫堅）

2019年
- ガンダムネットワーク大戦（イーサン・ライヤー、スチュアート）

2021年
- 真・三國無双8 Empires（夏侯淵、孫堅）

2025年
- 真・三國無双 ORIGINS（孫堅、夏侯淵）

### ドラマCD
- アリソン（グラツ大尉）
- Infantaria 〜インファンタリア〜（2002年）
- イースドラマCD 異説 〜もう一つのフェルガナ冒険記〜（PSP版イース -フェルガナの誓い-限定ドラマCD同梱版）（エドガー）
- 終わりのクロニクル（グラム）
- 勝手にレボリューション!（モルト・ルーテイズ）
- テイルズ オブ ファンタジア なりきりダンジョン -月の章-（ダウディ）
- 天国に涙はいらない（是変人）
- 書籍 美少女忍者 シャイニンガール! 豪華版ドラマCD（影虎）
- ラブ★コン DVD BOX volume.2 bonus CD（2007年、中尾平吉）
- ONE〜輝く季節へ〜（現場監督）
  - 里村茜ストーリー 『たいせつなばしょ』

### ラジオドラマ
- 青山二丁目劇場
  - 「サイボーグ009」誕生編（科学者C）
  - 「子宝千歳のウエディングファイル〜地味コンを救え!〜」（佐藤和夫）
  - 「表と裏の顔」（和哉）
  - 「キッチンぶたぶた」（雪屋映一）
  - 「死ぬ気で伝えるメッセージ」（岩田）
  - 「春の夜の時計店」（マルコ）
  - 「空に記す〜鹿児島編〜」（瀬戸）
- 花の慶次（2012年、骨）

### ラジオ
- カンオケ男のレッツ・バロック（音泉、パーソナリティ）

### 吹き替え
- 映画 真・三國無双（孫堅〈ユエン・ウェンカン〉[30]）
- きかんしゃトーマス（ゴードンの機関助手、トーマスの機関士、オールド・ベイリー、ステップニーの機関士、ステップニーの機関助手）
- パワーレンジャー・ターボ（ロード・リッター）
- パワーレンジャー・ロスト・ギャラクシー（ガッサー）

### ナレーション
- FNSドキュメンタリー大賞（フジテレビ）
- 10min．ボックス 理科1分野（NHK）
- マンガノゲンバ（NHK衛星第2テレビジョン）
- 女神のハテナ（日本テレビ）
- 情報プレゼンター とくダネ!（フジテレビ）
- 全国一斉!日本人テスト（フジテレビ）
- モノ・好きっ!パラダイス（テレビ朝日）
- 朝はビタミン!（テレビ東京）
- スポーツIESPN
- アウトドアの達人たち
- ミュージック・エア・グラフィティ
- GO!GO!アメリカ（旅チャンネル）
- チャレンジ!ホビー『海のルアーフィッシング入門』（NHK Eテレ）
- 教えて!ドクター 家族の健康（BSジャパン）
- 100分de名著『万葉集』（語り、NHK Eテレ）[31]
- ウワサの保護者会（NHK教育）
- 趣味の園芸（NHK Eテレ）

### ボイスオーバー
- THE世界遺産（TBS）
- テレコンワールド（テレビ東京）
- 日立 世界・ふしぎ発見!（TBS）

### CM
- TOYOTA CAMRY

### シリーズ一覧
1. ↑  1stシーズン（2014年 - 2015年）、2ndシーズン（2021年）